# Guacamai de Lear
El guacamai de Lear (Anodorhynchus leari) és una espècie d'ocell de la família dels psitàcids que habita zones més o menys àrides del nord-est del Brasil.